# 基基·卡马雷纳
恩里克·S·“基基”·卡马雷纳·萨拉萨尔（西班牙語：Enrique S. "Kiki" Camarena Salazar；1947年7月26日—1985年2月9日）是墨西哥裔美国人，供职于美国缉毒局并担任卧底特工一职。在他于墨西哥执行联合任务时，在1985年2月7日被绑架；随后他遭受了酷刑并被残忍杀害。

## 早年境况
基基·卡马雷纳于1947年7月26日出生在墨西哥下加利福尼亚州的墨西加利。卡马雷纳在美国加利福尼亚州加利西哥的加利西哥高级中学念的高中，并于1966年毕业。1972年至1974年期间，卡马雷纳在美国海军陆战队中服役。兵役结束后，他返回家乡墨西加利并在当地警局成为一名警官。同时，他还是因皮里尔县毒品特别打击部队的成员。
1975年，基基·卡马雷纳加入美国缉毒局加利福尼亚州墨西加利办公室。1977年，他被调往弗雷斯诺办公室。1981年，他被派遣至墨西哥的瓜达拉哈拉办公室协助调查工作。

## 酷刑杀害
1984年，在美国缉毒局的情报支持下，墨西哥政府派遣450名士兵在武装直升机的掩护下摧毁了位于奇瓦瓦州阿连德市的一个大麻种植园。该种植园的面积多达1,000公頃（2,500英畝），估计年产值在80亿美元以上。这个种植园也被称为“布法罗农场（Rancho Búfalo）”。由于卡马雷纳被怀疑是洩密者，在1985年2月7日，他被为毒贩工作的腐败的墨西哥政府官员在光天化日之下绑架。
卡马雷纳被带至一栋大毒梟拉斐尔·卡罗·金特罗名下、位於瓜达拉哈拉市西部森林花园区洛佩·德·韦加（Lope de Vega）路881号的豪宅。他在这里遭受了长达30小时的酷刑，最后被杀害。他的头骨被金属物体刺穿，同时他的多根肋骨断裂。1985年3月5日，被塑料包裹着的卡马雷纳尸体在米却肯州圣卢卡斯市的农村被发现。

### 相关调查
基基·卡马雷纳遭受酷刑折磨及杀害的事件震惊了美国缉毒局，此事件督促美国缉毒局迅速做出反应并发起了“传奇行动（Operation Leyenda）”，这是有史以来最大规模的涉及美国缉毒局的杀人案调查行动。美国缉毒局派遣了一个特别行动组来到墨西哥协助调查工作，这起案件中牵扯到一些墨西哥政府高官，这其中就包括墨西哥联邦司法警察局前局长曼努埃尔·伊瓦拉·埃雷拉（Manuel Ibarra Herrera）、墨西哥国际刑警组织前局长米格尔·阿尔达纳·伊瓦拉（Miguel Aldana Ibarra）。
调查人员很快发现米格尔·安赫尔·费利克斯·加利亚多和他的同伙埃内斯托·丰塞卡·卡里略、拉斐尔·卡罗·金特罗是绑架卡马雷纳的主要嫌疑人。迫于美国政府的压力，墨西哥总统米格尔·德拉马德里迅速批准逮捕了丰塞卡和卡罗，但费利克斯依旧受到政治保护。
美国政府对卡马雷纳谋杀案进行了长期调查。由于引渡墨西哥公民具有一定难度，美国缉毒局甚至绕开其他司法机关单独逮捕了两名墨西哥籍的嫌疑人。他们是温贝托·阿尔瓦雷斯·马查因，他据称是一名医生，在酷刑折磨卡马雷纳的时候，他想办法延长了卡马雷纳的生命，进而得以延长刑求；以及哈维尔·巴斯克斯·贝拉斯科（Javier Vásquez Velasco）。这两名嫌疑人都是被赏金猎人抓捕并送到美国境内的。
尽管墨西哥政府提出了抗议，但是温贝托·阿尔瓦雷斯·马查因还是於1992年在洛杉矶受审。美国政府提起公诉后，法院因为证据不足而没有支持有罪判决并下令释放阿尔瓦雷斯。阿尔瓦雷斯在获释后在美国起诉了美国政府，他指控美国政府对他的逮捕违反了美墨引渡协议。该民事诉讼案最后被送至美国联邦最高法院，最高法院裁定阿尔瓦雷斯无权获得救济。其他四名被告：哈维尔·巴斯克斯·贝拉斯科、胡安·马塔-巴列斯特罗斯、胡安·何塞·贝尔纳韦·拉米雷斯（Juan José Bernabé Ramírez），以及墨西哥前总统路易斯·埃切韦里亚的姐夫鲁本·祖诺·阿尔塞（Rubén Zuno Arce）则都被裁定犯有绑架罪。
鲁本·祖诺·阿尔赛声称本案与腐败的墨西哥政府官员有关，并且他们涉嫌掩盖谋杀案；同时墨西哥警方还销毁了卡马雷纳尸体上的证据。

## 遗志影响
1988年11月，《时代周刊》将基基·卡马雷纳选为封面人物。卡马雷纳在美国缉毒局服役期间曾获得无数嘉奖；而在他牺牲之后更是被追授“行政首长荣誉奖（Administrator's Award of Honor）”，这是美国缉毒局的最高奖励。除此之外，美国缉毒局在弗雷斯诺举办以他名字命名的年度高尔夫球巡回赛事。而在卡马雷纳的家乡加利西哥，当地的一条街道、一所学校及一座图书馆均以他的名字命名。此外，在加利西哥联合校区，恩里克·卡马雷纳初级中学（Enrique Camarena Junior High School）于2006年正式开学。与此同时，在德克萨斯州米申的拉霍亚独立校区一所以他名字命名的“恩里克·卡马雷纳小学（Enrique Camarena Elementary School）”也在2006年正式开学。美国政府还为纪念他而成立了全国性的“红丝带周（Red Ribbon Week）”，以此来推广禁毒教育，避免学生及青少年染上毒瘾。
2004年，为了纪念基基·卡马雷纳，“恩里克·卡马雷纳基金会（Enrique S. Camarena Foundation）”成立。卡马雷纳的妻子米卡（Mika）、儿子小恩里克（Enrique Jr.）、前美国缉毒局特别探员、执法人员、卡马雷纳的朋友和家人，以及其他共同承诺预防酒精、烟草、毒品及暴力犯罪人士共同担任该基金会的志愿董事。作为正在进行的反毒品宣传计划的一部分，麋鹿兄弟会每年都会颁发“恩里克·卡马雷纳奖（Enrique Camarena Award）”给地方、州及国家从事禁毒斗争的执法人员。同年，加利西哥警局为基基·卡马雷纳建立了一座纪念馆，就位于他曾服务的部门大厅内。
关于基基·卡马雷纳这一事件的文学作品也有许多。2005年，曾经负责此案的美国缉毒局退休特别探员詹姆斯·凯肯德尔（James H. Kuykendall）撰写了《要钱还是要命（O Plata O Plomo）》一书来讲述了卡马雷纳案；罗伯特·萨维亚诺在2015年所出版的非虚构类小说《000（ZeroZeroZero）》则部分涉及了卡马雷纳案并交代了他的最终结局。

## 个人生活
基基·卡马雷纳的妻子名叫米卡（Mika），他们拥有三个儿子。

## 媒体作品
- 《毒品战争：卡马雷纳的故事（英语：Drug Wars: The Camarena Story）》（电视迷你剧 / NBC电视网首播 / 1990年上映）：这是一部有关基基·卡马雷纳生平的剧情剧，由崔特·威廉斯与史蒂文·鲍尔（英语：Steven Bauer）主演。
- 《战火中的英雄：正义仇杀（Heroes Under Fire: Righteous Vendetta）》（电视纪录片 / 历史频道首播 / 2005年上映）：这是一部与基基·卡马雷纳有关的纪录片，片中访问了他的家人、美国缉毒局干员和其他有参与相关案件调查的人员[25]。
- 《毒枭》（电视连续剧 / 奈飞首播 / 2015上映）：在第一季的“永远的男人（The Men of Always）”这集中，卡马雷纳去世及其影响的新闻片段被收录其中。而在该剧的衍生剧《毒枭：墨西哥》中，第一季将完全是基基·卡马雷纳故事。它将完整讲述从基基·卡马雷纳到墨西哥执行任务直至他被杀害的全部经过，而基基·卡马雷纳将由迈克尔·佩纳饰演。
- 《选美小姐（英语：Miss Bala (2011 film)）》（动作电影 / 20世纪福斯公司发行 / 2011年公映）：这是一部基于基基·卡马雷纳故事进行虚构改编的墨西哥电影[26]。
- 電玩《火線獵殺：野境》中緝毒局探員Ricardo "Ricky" Sandoval就是以基基·卡马雷纳作為原型。

## 延伸阅读
- Andreas Lowenfeld. . Economist (Economist Group). 1985-03-30 （英语）.
- Andreas F. Lowenfeld. . 美国国际法期刊（英语：American Journal of International Law）. 1990-07, 84 (3): 712–716. ISSN 0002-9300.
- United States. Congress. House. Committee on the Judiciary. Subcommittee on Crime.  4. U.S. Government Printing Office. 1986.
- Elaine Shannon. . Viking. 1988. ISBN 9780670810260.
- Mark S. Zaid. . Houston Journal of International Law（英语：Houston Journal of International Law）. 1997年春, 19 (3)  [2020-05-19]. ISSN 0194-1879. LCCN 79643854. OCLC 53456119. （原始内容存档于2012-03-19） （英语）.